# Соцка
Соцка (словен. Socka) — поселення в общині Войник, Савинський регіон, Словенія. 
Висота над рівнем моря: 332,4 м.